# Камаратини (Рагуза)
Камаратини је насеље у Италији у округу Рагуза, региону Сицилија.
Према процени из 2011. у насељу је живело 14 становника. Насеље се налази на надморској висини од 338 м.